# Gualdo Cattaneo
Gualdo Cattaneo ist eine italienische Gemeinde mit 5616 Einwohnern (Stand 31. Dezember 2023) in der Provinz Perugia in der Region Umbrien.

## Geografie

Die Lage von Gualdo Cattaneo in der Provinz Perugia

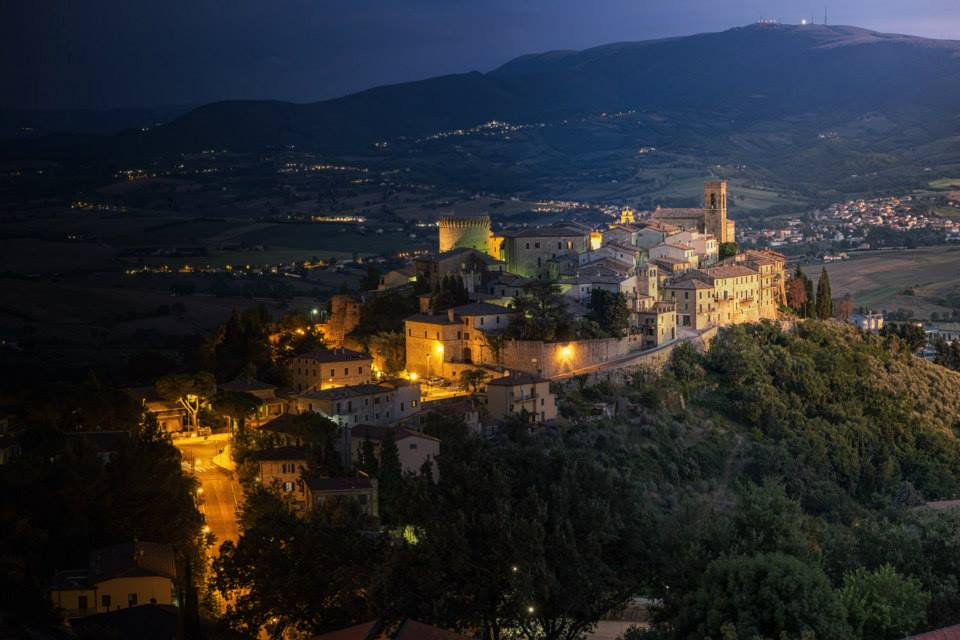
Gualdo Cattaneo bei Nacht

Die Gemeinde liegt etwa 26 km südöstlich von Perugia an den Flüssen Attone und Puglia und liegt in der klimatischen Einordnung italienischer Gemeinden in der Zone E, 2243 GR/G. Der Ort gehört zur Gemeinschaft Comunità montana dei Monti Martano e Serano. Die Gemeinde ist Teil der Vereinigungen Associazione Nazionale Città del Vino und der Associazione Nazionale Città dell’Olio.
Zu den Ortsteilen (Frazioni) gehören:
- Barattano (454 m über dem Meeresspiegel, liegt ca. 17 km südöstlich, ca. 25 Einwohner)
- Grutti (506 m, liegt ca. 9,5 km südwestlich, ca. 530 Einwohner)
- Marcellano (396 m, liegt ca. 10 km südöstlich, ca. 430 Einwohner)
- Pomonte (461 m, liegt ca. 5 km südöstlich, ca. 60 Einwohner)
- San Terenziano (505 m, liegt ca. 8,5 km südwestlich, ca. 100 Einwohner)
- Torri (450 m, liegt ca. 7 km südwestlich, ca. 1000 Einwohner)
- sowie Ceralto, Cerquiglino, Cisterna, Collesecco, Ponte di Ferro, Pozzo und Saragano.

Die Nachbargemeinden sind Bettona, Bevagna, Cannara, Collazzone, Giano dell’Umbria, Massa Martana, Montefalco und Todi.

## Geschichte
Der Ort wurde der Legende nach als Burg (Castello) von dem germanischen Grafen Edoardo Cattaneo im Jahr 975 als Gualdum Captaneorum gegründet. Der erste Namensteil entstammt dem germanischen Wort für Wald (Bald). 1071 kämpfte der Ort an der Seite Spoletos gegen Foligno, die erst 1177 unter Barbarossa den Ort einnehmen konnten. Bereits 1198 gehörte der Ort wieder zu Spoleto und unterwarf sich mit ihnen dem Kirchenstaat. Danach übernahmen die Trinci bis 1439 die Herrschaft im Ort, der dann wieder dem Kirchenstaat angegliedert wurde. 1493 gab Papst Alexander VI. den Ort als Lehen an Foligno. Nach der französischen Besetzung Italiens durch Napoleon wurde der Ort wieder Teil des Kirchenstaates bis 1861. Nach der Einheit Italiens 1861 stieg die Bevölkerungszahl von ca. 3170 auf 8000 im Jahr 1951. Nach kurzem Tief in den 1970er Jahren stieg die Bevölkerungszahl bis 2010 auf ca. 6000 Einwohner an.

## Sehenswürdigkeiten

### Kirchen
- Chiesa di Sant’Andrea, Kirche aus dem 14. Jahrhundert im Ortsteil Marcellano, enthält Werke des Andrea Polinori
- Chiesa di Sant’Agostino, von den Benediktinern errichtete Kirche aus dem 12. Jahrhundert, wurde im 13. Jahrhundert von den Augustinern übernommen. Enthält Werke des Malers Andrea Polinori sowie eine Crocifissione aus dem Umfeld des Nicolò Alunno.
- Chiesa di Sant’Angelo Sconsolo, Ex-Kirche im Ortsteil Marcellano, die im 12. Jahrhundert entstand
- Chiesa dei Santissimi Antonio e Antonino, Kirche aus dem Jahr 1260
- Chiesa di San Bartolomeo, Kirche im Ortsteil Barattano aus dem 13. Jahrhundert
- Chiesa di Santa Maria d’Agello, Kirche in Grutti aus dem 13. Jahrhundert
- Chiesa dei Santissimi Terenziano e Flacco, Kirche im Ortsteil San Terenziano aus dem 11. Jahrhundert

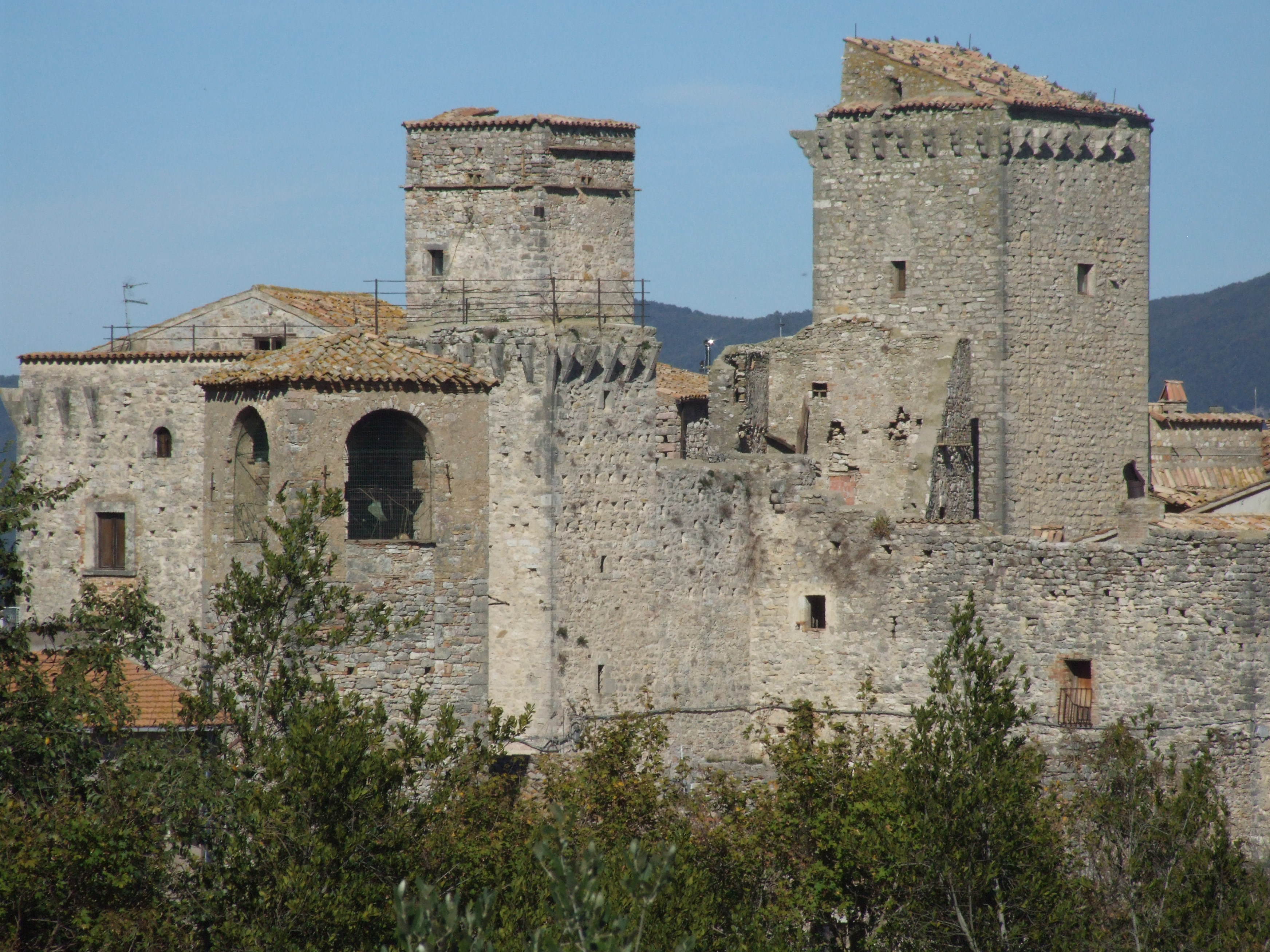
Castello di Barattano

### Burgen
- Castello di Barattano, Burg aus dem 13. Jahrhundert
- Castello di Grutti, Burg aus dem 12. Jahrhundert
- Castello di San Terenziano, Burg aus dem 14. Jahrhundert
- Castello di Speltara, Burg aus dem 13. Jahrhundert nahe dem Ortsteil San Terenziano
- Forte di Gregorio XII, 1415 durch Gregor XII. entstandene Festung im Ortsteil Pomonte
- Rocca di Gualdo Cattaneo, von 1494 bis 1498 errichtete Festung, die durch die Machthaber aus Foligno über einer älteren Konstruktion der Familie Trinci entstand.